# Châu Khải Địch
Châu Khải Địch (1928 — tháng 8 năm 2014) là một sĩ quan cấp cao trong Quân đội nhân dân Việt Nam, hàm Thiếu tướng, nguyên Phó Tư lệnh Quân khu 5.

## Thân thế
Châu Khải Địch sinh năm 1928 quê quán xã Tịnh Trà, huyện Sơn Tịnh, tỉnh Quảng Ngãi.
Tháng 7 năm 1947, ông vào Đảng Cộng sản Việt Nam.

## Sự nghiệp
- Từ tháng 4-1945 đến tháng 9-1945: Đội viên Đội Du kích Ba Tơ, Tiểu đội phó, Tiểu đội trưởng, Trung đội phó Trung đội xung phong Cao Thắng, Đại đội Phan Đình Phùng; Trung đội trưởng, huấn luyện viên, Học viên Quân sự tỉnh Gia Lai.
- Từ tháng 10-1945 đến tháng 7-1954:Đại đội phó Đại đội 4, Tiểu đoàn cảm tử; Đại đội trưởng Đại đội 11, Tiểu đoàn 19, 27, 50, Trung đoàn 108; Đội trưởng, Liên đội trưởng phụ trách Trường Đặc công; Phó tiểu đoàn trưởng Tiểu đoàn Nguyễn Huệ, Chi đội Tây Sơn; Tiểu đoàn trưởng Tiểu đoàn 323 Đặc công Liên khu 5.
- Từ tháng 8-1954 đến tháng 3-1960: Tiểu đoàn trưởng Tiểu đoàn 323 thuộc Quân khu 4 (tập kết).
- Từ tháng 4-1960 đến tháng 8-1968: đi B, phụ trách quân báo, trinh sát, đặc công Liên khu 5; Trưởng phòng Quân báo, Đặc công Liên khu 5.
- Từ tháng 9-1968 đến tháng 11-1975: Trưởng phòng Đặc công, Phó tham mưu trưởng Liên khu 5; Phó tư lệnh Bộ đội Đặc công.
- Từ tháng 12-1975 đến tháng 8-1985: Chỉ huy trưởng Bộ CHQS tỉnh Nghĩa Bình; học Trường Quân sự Cấp cao; học Trường Nguyễn Ái Quốc, Chỉ huy trưởng Bộ CHQS tỉnh Đắc Lắc.
- Từ tháng 9-1985 đến tháng 6-1992: Phó tư lệnh Quân khu 5.

Ông được phong quân hàm Thiếu tướng tháng 8-1985.
Tháng 6-1992, ông nghỉ hưu.

## Gia đình riêng
- Con trai Châu Khải Hoàn hiện đang là Phó Cục Trưởng Cục 11, Tổng cục 2, Bộ Quốc phòng